# رشید مظاهری
محمدرشید مظاهری (زادهٔ ۲۸ اردیبهشت ۱۳۶۸) بازیکن سابق فوتبال اهل ایران است که در پست دروازه‌بان بازی می کرد.
وی سابقه بازی در باشگاه‌های استقلال اهواز، فولاد خوزستان، ذوب آهن، تراکتور، استقلال تهران، سپاهان، پیکان،نساجی را در کارنامه دارد.

## آمار ملی

### بازی‌های ملی
تا تاریخ ۱۳ نوامبر ۲۰۱۷
| ایران | ایران | ایران    | ایران    |
| سال   | بازی  | کلین شیت | گل خورده |
| ----- | ----- | -------- | -------- |
| ۲۰۱۶  | ۲     | ۱        | ۱        |
| ۲۰۱۷  | ۱     | ۱        | ۰        |
| مجموع | ۳     | ۲        | ۱        |

## افتخارات

### باشگاهی
فولاد
- لیگ برتر (۱): ۹۳–۱۳۹۲

ذوب‌آهن
- لیگ برتر نایب‌قهرمانی (۱): ۹۷–۱۳۹۶
- جام حذفی (۲): ۹۴–۱۳۹۳، ۹۵–۱۳۹۴
- سوپر جام (۱): ۱۳۹۵

تراکتور
- جام حذفی (۱): ۹۹–۱۳۹۸

استقلال
- جام حذفی نایب‌قهرمانی (۱): ۰۰–۱۳۹۹

### فردی
- بهترین دروازه‌بان در لیگ قهرمانان آسیا ۲۰۱۶[۲]